# Arzneimittelexanthem

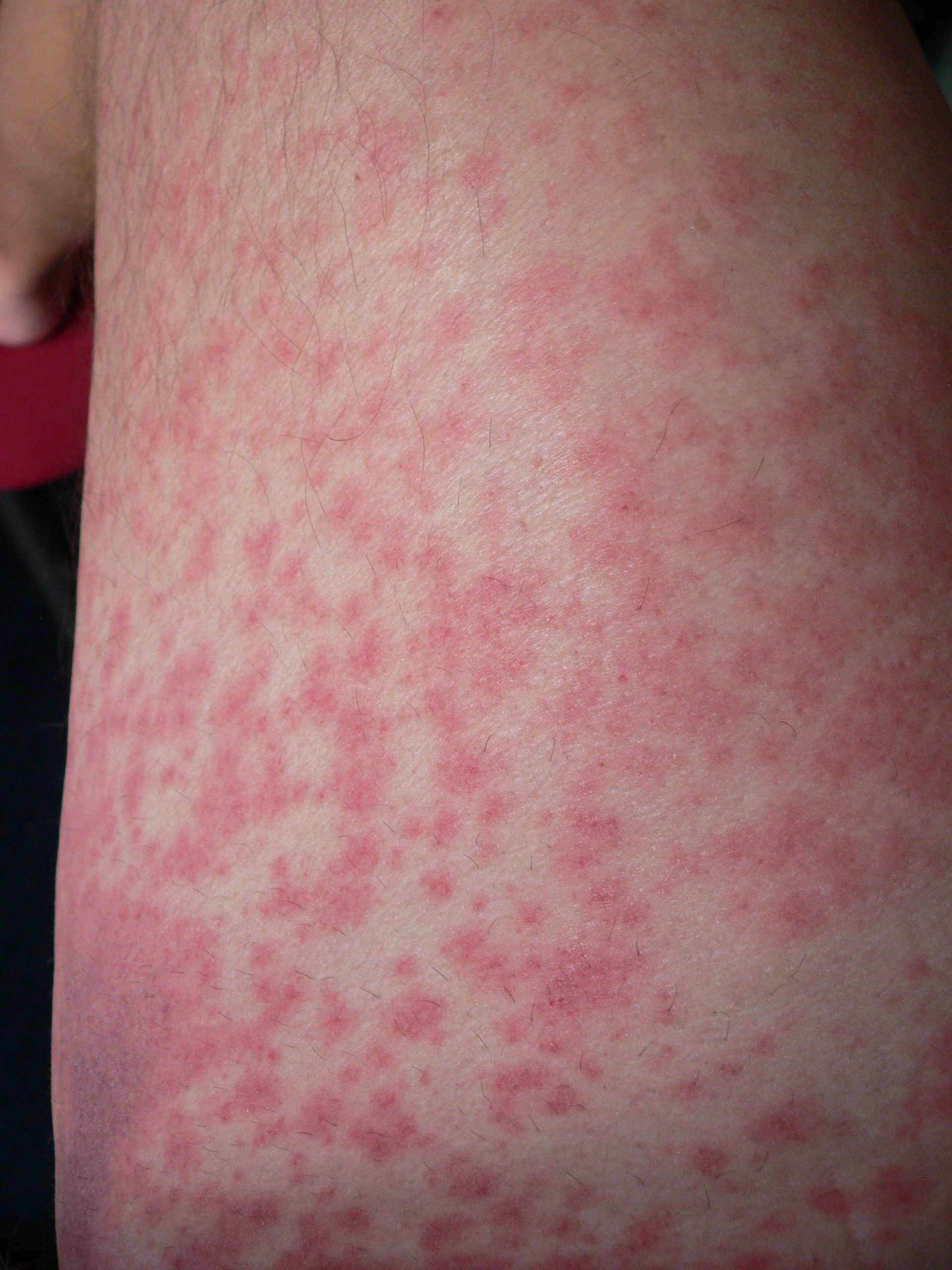
Allergischer Hautausschlag auf einem Oberschenkel

Arzneimittelexantheme sind die äußeren Erscheinungen (Manifestationen) einer Arzneimittelallergie oder einer Pseudoallergie in Form von Haut- und Schleimhautveränderungen beziehungsweise -erkrankungen, die nach Einnahme oder lokaler Anwendung von Arzneimitteln als unerwünschte Arzneimittelwirkungen auftreten können. Mit einer Häufigkeit von etwa ein bis vier Prozent sind diese Exantheme die häufigsten Formen aller arzneimittelbedingten Hautreaktionen.

## Krankheitsverlauf und Symptome
Beim erstmaligen Einnehmen eines Medikaments treten die Krankheitserscheinungen meist zwischen dem 7. und 12. Behandlungstag auf. Bei mehrmaliger Einnahme der allergieauslösenden Wirkstoffe beziehungsweise bei vorheriger Sensibilisierung erscheinen die Arzneimittelexantheme in der Regel innerhalb von 48 Stunden. Neben allergischen Reaktionen mit notwendiger Antikörperbildung kann auch eine direkte arzneivermittelte Freisetzung von Mediatoren (z. B. Histamin) eine Ursache von Arzneimittelexanthemen sein (Pseudoallergie); hierbei gibt es typischerweise keine Sensibilisierung – so ist also schon bei Erstgabe ein Exanthem möglich.
Das klinische Bild eines Arzneimittelexanthems kann vielgestaltig sein. Es können eine scharlachähnliche Rötung der Haut, ein masernähnlicher Hautausschlag oder kleine Papeln beobachtet werden. Seltener treten Arzneimittelexantheme mit Erythemen, retikulären Effloreszenzen und großen Flecken auf. Die beschriebenen Exantheme treten oft an mehreren, aber individuell immer an denselben Körperstellen auf und hinterlassen im Allgemeinen bei Abheilung eine schiefergraue Pigmentierung.

## Differentialdiagnose
Differentialdiagnostisch sind Exantheme, die durch Scharlach ausgelöst werden, und durch Virusinfektionen wie Masern oder Röteln ausgelöste Ausschläge auszuschließen.

## Therapie
Wichtigste Maßnahme ist das sofortige Absetzen des angeschuldigten Medikaments, ggf. mit Ansetzen eines Mittels möglichst aus einer anderen Wirkstoffgruppe, um Kreuzreaktionen weitgehend auszuschließen. In generalisierenden Fällen mit Hinzukommen von systemischen Beschwerden kann eine symptomatische Therapie je nach klinisch vorherrschendem Symptom notwendig werden (z. B. Schockbekämpfung bei allergischem anaphylaktischem Schock oder pseudoallergischer anaphylaktoider Reaktion).

### Komplikationen
Das durch Arzneimittel induzierte Lyell-Syndrom gilt dabei als die schwerste Form eines erythematobullösen Arzneimittelexanthems.

## Auslöser
Im Prinzip kann jedes Arzneimittel, auch als „harmlos“ angesehene Mittel wie Erkältungspräparate auf pflanzlicher Basis oder Nahrungsergänzungsmittel, ein Arzneimittelexanthem auslösen. Es gibt aber Arzneien, die besonders häufig oder typischerweise ein Arzneimittelexanthem auslösen. Beobachtet werden Arzneimittelexantheme vor allem nach Einnahme von Antibiotika, von Analgetika sowie Antiepileptika. Typische Auslöser sind auch z. B. Goldpräparate, wie sie noch selten in der Therapie von Rheumaerkrankungen zum Einsatz kommen, sowie neuere Arzneimittel wie Sorafenib.

### Kreuzallergie
Chemisch verwandte Arzneimittel können bei bekannter Unverträglichkeit des einen Stoffes oft ebenfalls ein Arzneimittelexanthem auslösen, ähnlich wie man bei einer Allergie auf Gräserpollen auch meistens gegen Roggenpollen allergisch ist. Ein typisches Beispiel ist die Kreuzreaktivität von Penicillinen und Cephalosporinen.

## Diagnostik
Geht es im Nachhinein darum, das auslösende Medikament eines Exanthems auszumachen, stößt man oft auf diagnostische Probleme: Oft wurden mehrere neue Arzneimittel zur selben Zeit eingenommen, und wenn dies noch zudem im Rahmen einer Erkältungserkrankung auftrat, muss man sogar überlegen, ob es sich wirklich um ein Arzneimittelexanthem oder nicht doch um ein Virusexanthem, dem die Erkältung vorausging, handelt. Diagnostische Hauttests wie der Pricktest oder Epikutantest können ebenso wie Blutuntersuchungen nur bedingt weiterhelfen, da es sich oft auch um eine Pseudoallergie gehandelt hat. Eine Reexposition wird nur erwogen, wenn die Symptomatik des Exanthems nicht zu gravierend war und eine Therapie mit dem evtl. auslösenden Medikament nicht zu vermeiden ist, da vor allem bei wiederholtem Auftreten die Reaktion noch ausgeprägter sein kann. Im Zweifelsfall wird ein Allergiepass ausgestellt, der alle in Frage kommenden Präparate auflistet.